# Ivan Rogač
Ivan Rogač (in serbo Иван Рогач?; Nikšić, 18 giugno 1992) è un calciatore serbo, centrocampista del Jedinstvo Ub.

## Carriera
Ha giocato nella prima divisione dei campionati serbo, ucraino, kazako ed uzbeko.